# بی بی سرو سنگری
بی بی سرو سنگری  همسر حبیب‌الله کلکانی پادشاه سابق افغانستان بود.

## زندگی
بی‌بی سرو، مشهور به بی‌بی سنگری، همسر حبیب‌الله کلکانی، یکی از شخصیت‌های برجسته تاریخ معاصر افغانستان بود. پس از اعدام شوهرش در سال ۱۳۰۹ خورشیدی (۱۹۳۰ میلادی)، بی‌بی سری به مدت بیست سال در زندان دهمزنگ کابل زندانی بود.
اکنون یک لیسه به نام بی بی سرو سنگری در کابل وجود دارد.  بی‌بی سرور، مشهور به بی‌بی سنگری، در عصر امیر حبیب‌الله بود. او به فرمان نادر غدار همراه با دو دختر خردسالش، سلطان‌جان و شاه‌سلطان، و پسر خردسالش اسدالله، به مدت بیست سال در زندان دهمزنگ محبوس شد. در این دوران، اسدالله که هنوز کودک بود، توسط عمال نادری در زندان مسموم و به شهادت رسید. با این حال، ظاهر، از نسل یحیی انگلیسی، نه‌تنها مدت حبس بی‌بی سرور و دختران بی‌گناهش را کاهش نداد، بلکه پس از بیست سال زندان، آن‌ها را از خانه و دیارشان تبعید کرده و به دشت‌های بلخ آواره ساخت.
بی‌بی سرور، دختر محمد حیدر، از اهالی صوفیان قلعه مراد بیگ حسین‌کوت، در سال ۱۹۲۳ میلادی، در روزگاری که شاه حبیب‌الله عیار در قطعه نمونه خدمت می‌کرد، با او ازدواج نمود. او از زنان دلیر و مبارز سرزمین خورشید بود و به دلیل همراهی با حبیب‌الله در میدان‌های نبرد، زندان و تبعید، لقب "سنگری" را دریافت کرد.
| چه همت و شجاعتی داشتی، مادر!                               |
| قهرمانت را شهید ساختند،                                    |
| فرزندت را از تو گرفتند،                                    |
| دخترانت را اسیر کردند،                                     |
| شکنجه‌ات دادند،                                             |
| سال‌ها در زندان نگاهت داشتند،                               |
| تو را از خانه و کاشانه‌ات بیرون راندند،                     |
| اما تو نشکستی،                                             |
| لب به شکایت نگشودی،                                        |
| استقامت کردی و هزاران درد و رنج را در سینه خویش دفن نمودی. |
| و اما تفاوت یک "عیار" و یک "غدار"!                         |

هنگامی که شاه حبیب‌الله عیار به قدرت رسید، خواهران امان‌الله و نادر را در ارگ با عزت و احترام نگاه داشت و نگذاشت حتی آسیبی به تار موی آنان برسد. اما نادر این کار را نکرد.
بی‌بی سرور را به حبس محکوم کرد، پسر خردسالش را مسموم ساخت، ملکه بی‌نظیر (دیگر همسر شاه حبیب‌الله) را پس از مجازات، مجبور به ازدواج با فردی به نام عبدالرشید کندهاری نمود.
از زندگی بی بی سرو سنگری، اطلاعات موثق و دقیقی در دست نیست. اما از خلال گفته‌ها و خاطرات باقی مانده از هم‌نسلان ایشان، می‌توان چند و چونی در باره زندگی ایشان به دست آورد. 